# Schönkirchen

Brasão de Schönkirchen

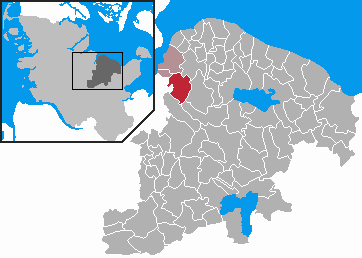
Localização de Schönkirchen

Schönkirchen é um município da Alemanha, localizado no distrito de Plön, estado de Schleswig-Holstein.